# Abrigo rocoso

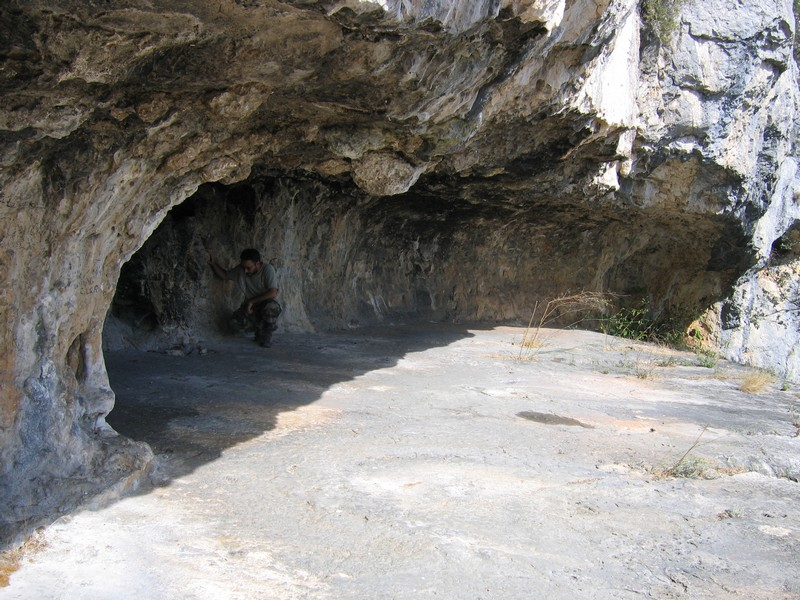
Abrigo rocoso en Thaurac, Francia.

Un abrigo rocoso es una clase de cueva natural poco profunda, distinguiéndose por ello de las cavernas. Se encuentra en paredes rocosas, a menudo en su base.
Los abrigos rocosos se forman cuando un pedazo de roca como arenisca que es resistente a la erosión y al desgaste por el tiempo ha formado un acantilado, pero un estrato más blando, más susceptible a la erosión y a los estragos de la climatología, queda justo debajo y de esta manera corta el acantilado. Son especialmente frecuentes en los macizos de caliza, en contextos kársticos, donde se va excavando la roca durante milenios a través de la erosión que producen las heladas y el deshielo, además de la erosión química (disolución). Más rara vez se encuentra en otro tipo de rocas como las volcánicas (por ejemplo, basaltos). 
Este mismo fenómeno acontece normalmente con las cascadas, y, de hecho, muchos abrigos rocosos se encuentran debajo de cascadas.
Los abrigos rocosos suelen ser importantes arqueológicamente. Debido a que ofrecen un refugio natural, al estar protegidos mediante una cornisa, los hombres prehistóricos que buscaban refugios ventilados y de fácil acceso, los usaban a menudo, de manera tanto permanente (hábitat, sepultura) como ocasional (campamento estacional, parada en una partida de caza, taller) y dejaban detrás de ellos restos de comida, utensilios y objetos artísticos de interés arqueológico. En ellos los seres humanos del paleolítico realizaban pinturas parietales
La ocupación de un abrigo rocoso puede durar varios miles de años, durante los cuales van usándolo tribus diferentes con fines distintos. Los depósitos que resultan de estos empleos sucesivos se superponen colmando poco a poco el abrigo. Excavando estos sedimentos que se fueron superponiendo unos sobre otros, los arqueólogos sacan a la luz los rastros del pasado, establecen una estratigrafía, y los interpretan, intentando reconstruir la historia del abrigo.
En zonas montañosas este tipo de refugio puede también ser importante para los montañeros.

Tipos de formación de abrigos rocosos
Con gelifracción.[cita requerida]
Con corte de una galería kárstica.
Con la erosión de un río.

## Ejemplos
- Abrigo de Cap Blanc
- Abrigo de Cinto Ventana
- Abrigo de Cro-Magnon
- Abrigo de Fresnedo
- Abrigo de la Viña
- Abrigo del Pez
- Abrigo del Cubular
- Le Moustier
- Abrigo del Gorgocil